# ジョン・アーウィン (アルバータ州議会議員)

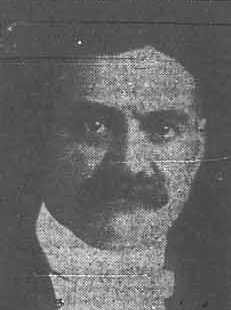
ジョン・アーウィン

ジョン・アーウィン・シニア（John Irwin, Sr., 1869年10月10日 - 1948年5月7日）は、カナダの政治家。保守党に所属し、1926年から1940年までアルバータ州議会議員を務めた。

## 政治経歴
アーウィンは1926年アルバータ州議会選挙にカルガリー選挙区から保守党候補者として立候補した。5つの議席を11人で争ったこの選挙において、アーウィンは第3位で当選した。アーウィンは1930年アルバータ州議会選挙で2期目の立候補をした。彼は再び第3位で議席を獲得した。
アーウィンは1935年アルバータ州議会選挙で3期目の立候補をした。この選挙では社会信用党が地滑り的勝利をしたが、彼はこの逆圧に耐え、野党からの数少ない再選者となった。彼は6つの議席を争ったこの選挙において、第2位で当選した。
アーウィンは1940年のアルバータ州議会解散をもって、地方政治から引退した。

## 家族
ジョン・アーウィンの孫で同名のジョン・アーウィンは、クローズネストパスの町長を務めた。